# Tillomorpha
Tillomorpha is een kevergeslacht uit de familie van de boktorren (Cerambycidae). De wetenschappelijke naam van het geslacht werd voor het eerst geldig gepubliceerd in 1851 door Blanchard in Gay.

## Soorten
Tillomorpha omvat de volgende soorten:
- Tillomorpha lineoligera Blanchard, 1851
- Tillomorpha myrmicaria Fairmaire & Germain, 1859